# I racconti del mistero e del terrore
I racconti del mistero e del terrore (Tales of Mystery and Imagination) è una serie televisiva britannica in 13 episodi trasmessi per la prima volta nel corso di una sola stagione nel 1995. È basata sui racconti di Edgar Allan Poe.
È una serie televisiva di tipo antologico in cui ogni episodio rappresenta una storia a sé. Gli episodi sono storie di genere horror, giallo o thriller e vengono presentati da Christopher Lee.

## Produzione
La serie fu prodotta da Dark Film Productions e Jadran Film e girata in Croazia e in Sudafrica.

## Distribuzione
La serie fu trasmessa nel Regno Unito dal 7 settembre 1995 al 23 novembre 1995. In Italia è stata trasmessa con il titolo I racconti del mistero e del terrore. La serie è andata in onda per la prima volta sul canale inglese Fantasy tutti i venerdì alle ore 12:15 e alle 20:10; mentre in Italia è stata trasmessa dal 16 maggio 1995.

## Episodi
1. La caduta della casa degli Usher
2. Il ritratto ovale
3. Berenice
4. Il gatto nero
5. Ligeia
6. Il barile di Amontillado
7. La verità sul caso di Mr. Valdemar
8. Il cuore rivelatore
9. Morella
10. Il pozzo e il pendolo
11. La maschera della morte rossa - 1ª Parte
12. La maschera della morte rossa - 2ª Parte
13. Ritratto Biografico